# Publius Mucius Scaevola
Publius Mucius Scaevola, död omkring 115 f. Kr., var en romersk konsul 133 f. Kr.
Publius Mucius intog en vällvillig hållning till Tiberius Gracchus reformer och är i övrigt känd som motståndare till Scipionerna. Publius Mucius var en berömd talare och rättslärd.